# Conferencia de Calais (diciembre de 1915)
La Conferencia de Calais tuvo lugar en la ciudad francesa del mismo nombre el 4 de diciembre de 1915. Fue la segunda conferencia política anglo-francesa en Calais ese año, luego de una conferencia sobre estrategia de guerra en julio. La conferencia de diciembre se centró principalmente en la cuestión de si continuar la guerra en el frente macedonio. Los británicos, bajo el primer ministro H. H. Asquith, el secretario de Asuntos Exteriores Edward Grey y el secretario de Estado para la guerra Lord Kitchener favorecieron la evacuación del frente tras la pérdida de Serbia por la ocupación búlgara, los franceses bajo el primer ministro Aristide Briand, favorecieron continuar con el esfuerzo.
En la conferencia, los británicos persuadieron a Briand para que aceptara la evacuación pero, en medio de un furor político, cambió de opinión y alteró el registro de la conferencia para eliminar su consentimiento. La decisión también fue impopular en Gran Bretaña, y el ministro de municiones, David Lloyd George, amenazó con renunciar al gobierno si se realizaba la evacuación. Por temor al colapso del gobierno francés, Asquith envió a Kitchener y Gray a París para discutir el asunto. La pareja acordó que los británicos apoyarían la continuación del frente de Salónica, que se reforzó y permaneció activo hasta el final de la guerra a finales de 1918.

## Trasfondo
La primera Conferencia de Calais se celebró el 6 de julio de 1915 como un intento de mejorar la toma de decisiones sobre la estrategia de la Primera Guerra Mundial entre los gobiernos francés y británico. La conferencia fue el primer encuentro cara a cara entre el primer ministro británico H. H. Asquith y su homólogo francés René Viviani. Fue algo caótico y terminó en un malentendido sobre la estrategia acordada, con los británicos a favor de un mayor esfuerzo en la campaña de Gallipoli y los franceses en una ofensiva renovada en el frente occidental.
Desde esa conferencia, Viviani renunció y fue reemplazado por Aristide Briand. También se había abierto un nuevo frente de combate, el frente de Salónica, destinado a apoyar a Serbia contra el ataque alemán y austriaco. El objetivo político de ese frente se volvió irrelevante después de la intervención de Bulgaria del lado de las Potencias Centrales y la consiguiente ocupación de Serbia. Un objetivo secundario, atraer a Grecia a los Aliados, fue frustrado por la oposición de su rey Constantino.: 144 
El comandante en jefe del ejército francés, Joseph Joffre, se opuso a la continuación del frente de Salónica, pero se le pidió públicamente que lo apoyara, ya que era un asunto de importancia política para el gobierno de Briand. El secretario de Relaciones Exteriores británico, Edward Gray, y el secretario de Estado para la guerra, Lord Kitchener, favorecieron la evacuación de las tropas aliadas del frente y la reorientación de los esfuerzos en otros lugares.: 144 
El gobierno de Briand se negó a aceptar la evacuación y solicitó refuerzos británicos para expandir el frente de Salónica.: 144  El 3 de diciembre, Kitchener informó al gabinete británico que consideraba inevitable la evacuación o, de lo contrario, toda la fuerza británica estaba en peligro de perderse. Amenazó con renunciar si no se llevaba a cabo y se persuadió al gabinete para que apoyara la posición de Kitchener.: 146 

## Conferencia
El 4 de diciembre de 1915 se celebró en Calais una conferencia política para discutir la estrategia de guerra. Los principales representantes políticos fueron Asquith y Briand y la conferencia fue presidida por Kitchener. La conferencia se produjo en un momento en que los ejércitos aliados en todos los frentes estaban estancados, con poco éxito ofensivo. El principal tema de discusión fue el del frente de Salónica.: 143  Briand habló a favor de la continuación de los esfuerzos en Salónica y Kitchener y Asquith hablaron en contra. Kitchener repitió su amenaza de dimitir y se convenció a los franceses de que aceptaran la posición británica y aceptaran la evacuación del frente, aunque Briand siguió insistiendo en que se trataba de un error.: 149 

## Secuelas
Al igual que en la primera conferencia, la Conferencia de Calais de diciembre fue seguida por una reunión de líderes militares británicos y franceses en el Grand Quartier Général del ejército francés en Chantilly. En esta reunión se llegó a un acuerdo para coordinar los ataques aliados para evitar que los alemanes tuvieran tiempo de mover refuerzos entre las partes amenazadas de la línea.
La decisión de evacuar el frente de Salónica resultó políticamente peligrosa para Briand, cuyo joven gobierno casi colapsa por el asunto. Él personalmente alteró el registro de los procedimientos de la conferencia para indicar que no había aceptado la posición británica sobre la evacuación, sino que simplemente señaló su intención.: 152  El asunto también fue muy debatido en Gran Bretaña con el ministro de municiones, David Lloyd George, amenazando con renunciar al gobierno de Asquith si se realizaba la evacuación.: 153 
El embajador británico en Francia, Francis Bertie, informó a Asquith que el gobierno de Briand estaba en peligro de colapsar por la evacuación propuesta.: 153  En una reunión del Comité de Guerra del gobierno británico, a Kitchener y Gray se les otorgó plena autoridad para reunirse con figuras del gobierno francés en París para decidir el asunto.: 154  Así lo hicieron y acordaron la continuación del frente de Salónica, con la permanencia de las tropas británicas. Esta decisión fue confirmada en una reunión del gabinete británico el 14 de diciembre.: 155  Las tropas británicas y francesas soportaron un invierno helado en los Balcanes y fueron empujadas de vuelta a Grecia en 1916. El frente se expandió en los últimos años de la guerra, con más de 200.000 soldados británicos en el campo como parte del ejército británico de Salónica, pero sufrió muchas enfermedades. Hubo pocos avances hasta los últimos meses de la guerra, en septiembre de 1918, cuando el ejército búlgaro fue repelido y se rindió.
Uno de los resultados de la conferencia fue que condujo al establecimiento de un «comité permanente de carácter consultivo» para coordinar la estrategia de guerra aliada; esto se considera un precursor del Consejo Supremo de Guerra. No se pudo formar una secretaría permanente para el organismo, defendida por el diplomático británico George Clerk, debido a la oposición de Briand y el Ministerio de Relaciones Exteriores de Francia.